# El peatón (película)
"El peatón" (alemán: Der Fußgänger, en inglés: The Pedestrian) es una película de 1973 dirigida por Maximilian Schell. Trata sobre el juicio de un anciano criminal de guerra. La película fue una coproducción entre empresas de Alemania, Suiza e Israel; la película fue distribuida en los Estados Unidos por Cinerama Releasing Corporation.

## Trama
Un periódico sensacionalista está investigando la vida del industrial y miembro del parlamento estatal Heinz Alfred Giese, tras un accidente automovilístico que resultó en la muerte de su hijo Andreas. Aunque se desestimó un caso por homicidio negligente debido a pruebas que demostraban que Andreas había interferido con el volante, se revocó la licencia de conducir de Giese y se le condenó a tomar clases de tráfico. Sintiendo un escándalo, el periódico profundiza en el pasado de Giese.
El periódico vigila a Giese, documentando sus actividades como una visita al Museo de Historia Natural con su nieto, encuentros con su amante y asistencia a una clase. Lo siguen de manera encubierta, fotografiando sus movimientos, esperando fuera de su casa e incluso entrando para robar una foto de su juventud. Surgen sospechas sobre la participación de Giese en la liquidación de un pueblo griego durante la guerra. Sin embargo, las fotos incriminatorias son inconclusas, dejando dudas sobre la participación directa de Giese.
A pesar de la falta de pruebas concretas, el periódico publica un artículo insinuando la conexión de Giese con la masacre, lo que provoca indignación pública. Estallan disturbios frente a la empresa de Giese, siendo etiquetado como "asesino". Giese obtiene una orden judicial por difamación, pero enfrenta un mayor escrutinio en una discusión televisada donde su silencio se interpreta como culpabilidad. El periódico también sugiere un vínculo entre la muerte de Andreas y una posible disputa sobre el pasado de Giese.
Al regresar a casa, Giese se confía a su hijo Hubert, instándole a dejar el pasado atrás y evitar ser manchado por la historia de su familia.

## Críticas
El Lexikon des internationalen Films escribió que «la potencia artística de la película es particularmente convincente en el tratamiento diferenciado de los problemas, pero su resumen parece algo esquemático debido a detalles digresivos, aunque encantadores».

## Premios
El peatón ganó el Globo de Oro en 1974 en la categoría de mejor película en lengua no inglesa.
La película fue nominada al Premio de la Academia en la categoría de la mejor película internacional en la 46ª edición de los Premios de la Academia. También fue nominada en la categoría de mejor película en idioma extranjero por la National Board of Review.